# Luisma
Luis Manuel Villa López, meglio noto come Luisma (Noja, 11 agosto 1989), è un ex calciatore spagnolo, di ruolo attaccante o centrocampista.

## Caratteristiche tecniche
Trequartista, può giocare come ala su entrambe le fasce.

## Palmarès

### Club

#### Competizioni nazionali
- Indian Super League: 1

Bengaluru: 2018-2019